# Шатнуа (Верхняя Сона)
Шатнуа́ (фр. Châtenois) — коммуна во Франции, находится в регионе Франш-Конте. Департамент — Верхняя Сона. Входит в состав кантона Со. Округ коммуны — Люр.
Код INSEE коммуны — 70141.

## География
Коммуна расположена приблизительно в 330 км к юго-востоку от Парижа, в 55 км северо-восточнее Безансона, в 14 км к северо-востоку от Везуля.

## Население
Население коммуны на 2010 год составляло 124 человека.
| 1962 | 1968 | 1975 | 1982 | 1990 | 1999 | 2010 |
| ---- | ---- | ---- | ---- | ---- | ---- | ---- |
| 91   | 104  | 97   | 112  | 108  | 126  | 124  |

## Администрация
| Период | Период | Фамилия      | Партия | Примечания |
| ------ | ------ | ------------ | ------ | ---------- |
| 2001   | 2008   | Жан Гассер   |        |            |
| 2008   | 2014   | Виктор Кулен |        |            |

## Экономика

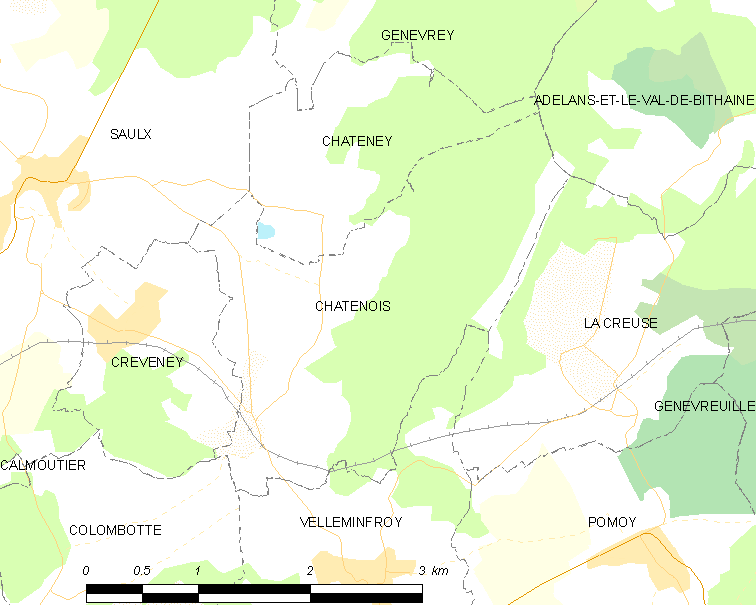
Карта коммуны

В 2010 году среди 78 человек трудоспособного возраста (15—64 лет) 58 были экономически активными, 20 — неактивными (показатель активности — 74,4 %, в 1999 году было 75,6 %). Из 58 активных жителей работали 58 человек (30 мужчин и 28 женщин), безработных не было. Среди 20 неактивных 4 человека были учениками или студентами, 14 — пенсионерами, 2 были неактивными по другим причинам.